# Pavê

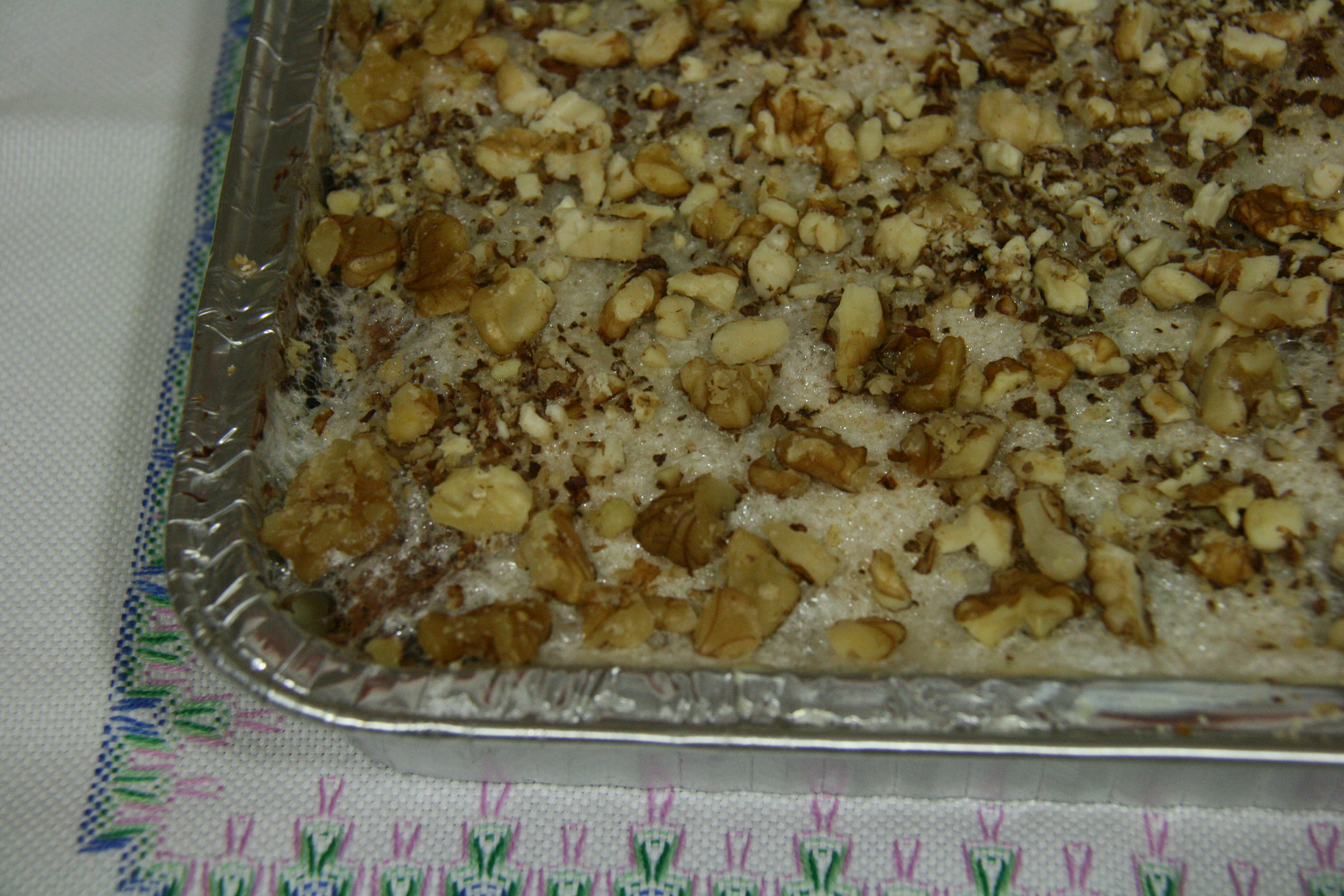
Detalle de un pavé.

Pavê es el nombre de un postre típico de la cocina brasileña consistente en una tarta helada elaborada con bizcochos o galletas de champaña y colocados en diferentes capas. 
Los pavês habitualmente suelen constar de varias capas (generalmente más de tres) y estar recubiertos de leche condensada. Uno de los más conocidos es el Pavê de Bahia.

## Características
La tarta se elabora con bizcochos remojados en diferentes zumos, licores o cava. La elaboración se hace en forma de capas alternas de bizcochos remojados y frutas frescas. En algunos casos se emplea chocolate. No existe una receta única, estando la combinación de los elementos sometida a los gustos de los comensales. 